# Traks
I Traks sono stati un gruppo musicale italiano di genere dance rock, attivo dal 1982 al 1985. 

## Storia del gruppo

### Carriera
I Traks erano composti da quattro musicisti e disc jockey, ovvero il cantante Aurelio Donninelli, detto Aax Donnell (nato ad Ancona nel 1953), il chitarrista Paolo detto "Paul" Micioni (nato a Foligno nel 1956), il chitarrista e bassista Pietro detto "Peter" Micioni (nato a Roma nel 1963) e il batterista Mariano detto "Marian" Savati (nato a Cerchio nel 1957).
Il progetto nacque quando, durante un viaggio in auto, i quattro musicisti decisero di realizzare una cover di Long Train Runnin' dei Doobie Brothers, che spesso riproducevano nelle loro serate. La traccia venne registrata presso il Balduina di Roma l'inverno del 1981 e presenta sonorità più vicine alla disco-dance dell'epoca oltre a un'introduzione più lunga rispetto alla canzone originale per favorire il missaggio da parte dei dee-jay. Il lato B del singolo era Drums Power, con un groove di batteria e percussioni varie (conga, legnetti e campanacci). Inizialmente vennero stampate poche copie del singolo e fu il lato B ad esser maggiormente notato dai disc-jockey (negli anni seguenti, verrà campionato da altri artisti tra cui i 4M International nella loro Space Operator del 1982). Long Train Runnin' divenne presto un importante riferimento per la nascente Italo disco. Alcune copie del disco vennero fatte pervenire ad alcuni discografici presenti al MIDEM di Cannes nel febbraio 1982. La etichetta francese Savoir Faire Records  livello mondiale. Un mese dopo il MIDEM 1982, Long Train Runnin' venne pubblicato in Italia su vinile 12" dalla neonata Best Record di Claudio Casalini e riscosse un grande successo, tanto da eguagliare in notorietà la traccia originale. Subito dopo fu pubblicato anche in Francia dalla Carrere Records e poi anche da PolyGram (Germania), Blanco y Negro Music (Spagna), RCA (Giappone) e in molti altri paesi dove conquistò i primi posti delle varie rispettive classifiche. Long Train Runnin' ottenenne il Disco d'Oro in Francia e in Germania. Sempre nel 1982, la cover dei Traks arrivò al 24º posto della Hot 100 di Billboard.
I Traks iniziarono ad esibirsi nelle discoteche e ad essere presenti in molti programmi televisivi quali Discoring, Popcorn, Premiatissima in Italia, Musikladen  in Germania. Venne anche realizzato un videoclip di Long Train Runnin', nella discoteca Much More di Roma, storica location nel cuore del rione "Parioli".
Nel 1983, i Traks pubblicarono, su varo formati e per la Best Record, la cover di Get Ready, originariamente scritta dai Temptations. Analogamente all'esordio, questa traccia mantiene intatte le sonorità ballabili che caratterizzano il gruppo.
Sempre all'inizio del decennio vennero editi gli unici due album in studio dei Traks, ovvero Long Train Runnin' (1982), a cui lavorarono Bob Masala e Max Di Carlo, e Get Ready (1983).

### Scioglimento
Dopo aver pubblicato l'ultimo singolo You Can Feel It nel 1985, brano Italo disco di scarso successo a cui lavorò Marco Trani, pubblicato in paesi quali Francia, Spagna e Sudafrica, la band si sciolse l'autunno di quell'anno per problemi contrattuali e di carattere gestionale. 
In seguito Aax Donnell avviò la carriera di producer e cantante, riscuotendo successo con il brano Golden Cage, una collaborazione con il batterista Eric Malone dei Via Verdi. Marian Savati continuò la propria carriera come musicista e producer. I fratelli Paul e Peter Micioni collaborarono con molti artisti tra cui Gazebo, Gary Low, Mike Francis, Amii Stewart e Marina Rei, Neri per Caso, Tiromancino, Niccolò Fabi e Banco del Mutuo Soccorso.

## Formazione
- Aax Donnell – voce
- Paolo "Paul" Micioni – chitarra elettrica
- Pietro "Peter" Micioni – chitarra, basso
- Mariano "Marian" Savati – batteria

## Discografia

### Album in studio
- 1982 – Long Train Runnin' (Mercury Records)
- 1983 – Get Ready (Polydor, Carrere)

### Singoli
- 1982 – Long Train Runnin' (Best Record, Polydor, Disques Carrère, Savoir Faire)
- 1983 – Get Ready b/w Get Ready (Instrumental Remixed) (Best Record, Cat Records)
- 1983 – Get Ready b/w 5A (Disques Carrère, Savoir Faire, Savoir Faire)
- 1983 – Long Train Running '83 b/w Skyjammer - Movin' Violation (RCA)
- 1985 – Get Ready '85 b/w 5A (Savoir Faire)
- 1985 – You Can Feel It b/w You Can Feel It (Version Cabriolet) (Best International Record)
- 1985 – You Can Feel It b/w You Can Feel It (Instrumental Version) (Beverly Records, Blanco y Negro, Transistor)